# نبرد یونگین
نبرد یونگین (انگلیسی: Battle of Yongin) یکی از نبردهای تهاجم ژاپن به کره (۱۵۹۸–۱۵۹۲) بود.